# Rehobot Hydraulics
Rehobot Hydraulics AB, tidigare Nike Hydraulics AB, är ett privatägt aktiebolag med bas i Eskilstuna. Bolaget utvecklar, tillverkar och marknadsför produkter och system baserade på hydraulik med högre tryck, generellt 700 bar (måttenhet) och uppåt.

## Historia
Bolaget grundades av Herbert Landin redan 1924 som Herbert Landin Domkraftfabrik. Till en början producerades så kallade luffarnubb, små stift som sattes under skosulorna för att de skulle hålla längre. Mot slutet av 1920-talet började bolaget leverera mekaniska domkrafter till Volvo, bolagets första stora kund. År 1937 bolagiserades verksamheten och bytte namn till Domkraft AB NIKE, som var det namn och varumärke som skulle komma att användas under lång tid framöver. Under 1941 förvärvades Domkraft AB NIKE av Kooperativa Förbundet (KF), idag mest känt för dotterbolaget Coop Butiker & Stormarknader. 1976 blev NIKE en del av AB Bygg- och Transportekonomi (BT), ett företag i KF-gruppen, som är mest känt för sin tillverkning av truckar. Under 2006 fick Nike Hydraulics utmärkelsen Volvo 3P Supplier Award, ett erkännande av global närvaro i termer av kvalitet, leveranssäkerhet och goda relationer. Bolaget fick utmärkelsen tillsammans med sju andra leverantörer till Volvo 3P, som utvaldes bland totalt 1500 leverantörer. Under 2010 gick dåvarande Nike Hydraulics AB i konkurs. Konkursboet köptes i november 2010 av Rehobot AB, som fortsatte att driva verksamheten vidare under det nuvarande namnet Rehobot Hydraulics. Sedan dess har bolagets modernisering och kontinuerliga investering i förbättrad maskinpark uppmärksammats i branschmedia löpande.

## Verksamhet
Bolaget arbetar med produkter och system baserade på högtryckshydraulik och är verksamt i flera olika länder. Bolagets bas har alltid varit i Eskilstuna, men bolaget har även egna försäljningskontor i Birmingham, Storbritannien  och i McHenry, Illinois, USA.